# NGC 272
NGC 272 (ook wel OCL 312) is een groep sterren in het sterrenbeeld Andromeda. 
NGC 272 werd op 2 augustus 1864 ontdekt door de Duits-Deense astronoom Heinrich Louis d'Arrest.
Deze open sterrenhoop kan eigenlijk beschouwd worden als een asterism, omdat het uitzicht ervan in de telescoop doet denken aan een boogje of een L.